# Département de Veinticinco de Mayo (Chaco)
Pour les articles homonymes, voir Veinticinco de Mayo.
Le département de Veinticinco de Mayo est une des 25 subdivisions de la province du Chaco, en Argentine. Son chef-lieu est la ville de Machagai.
Le département a une superficie de 2 576 km2. Sa population s'élevait à 20 149 habitants au recensement de 2001.

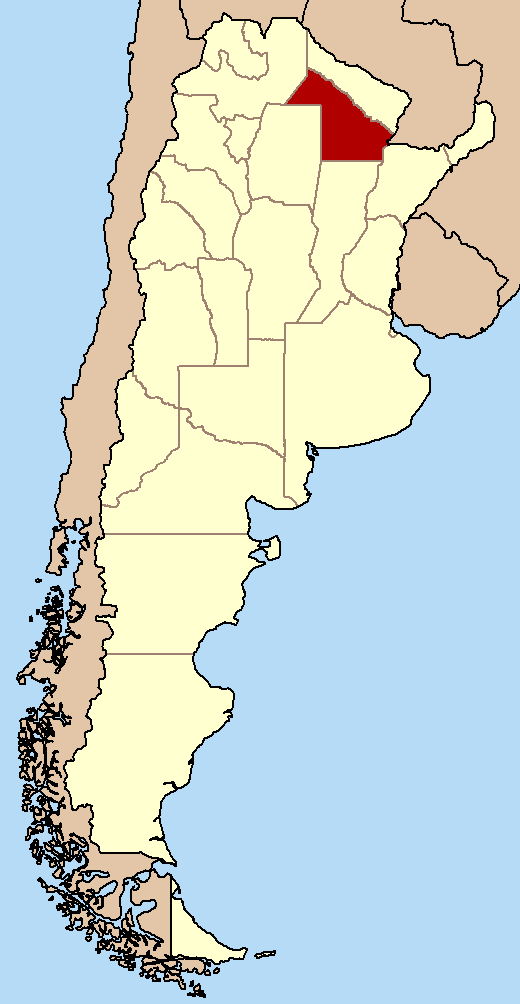
Localisation de la province du Chaco en Argentine.

## Villes et localités
- Colonia Aborigen Chaco, partagée avec le département de Quitilipi